# Ukiah Rancheria
Ukiah Rancheria – obszar niemunicypalny w Mendocino County, w Kalifornii (Stany Zjednoczone), na wysokości 194 m.